# Етел Мерман
Етел Мерман (на английски: Ethel Merman) е американска актриса и певица. 

## Биография
Етел Мерман е родена на 16 януари 1908 година в къщата на баба си по майчина линия, разположена на номер 359, 4-то Авеню в Астория, Куинс в Ню Йорк, макар че по-късно категорично настоява, че всъщност е родена през 1912 година. Баща ѝ Едуард Цимерман (1879–1977) е счетоводител в „James H. Dunham & Company“, компания за търговия на едро със сухи изделия в Манхатън. Майка ѝ Агнес (Гарднър) Цимерман (1883–1974) е учителка. Едуард Цимерман е отгледан в нидерландската реформаторска църква, а съпругата му е презвитерианска. Малко след като се женят, те се присъединяват към епископския събор в църквата на Изкупителя, където дъщеря им е кръстена. Родителите ѝ са строги по отношение на посещението на църквата и тя прекарва всяка неделя там, на сутрешни служби, последвани от неделно училище, следобедна молитвена среща и вечерна учебна група за деца.  Семейството ѝ е от немски и шотландски произход. 
Обмисляла е да съчетае Етел с Гарднър или Хънтър, което е моминското име на баба ѝ. Това предизвиква гнева на баща ѝ и тя съкращава Цимерман на Мерман, за да го успокои.

### Личен живот
Мерман се омъжва и развежда четири пъти. Първият ѝ брак е през 1940 година с театралния агент Уилям Смит. Развеждат се през 1941 година. По-късно същата година Мерман се жени за Робърт Левит - изпълнителен директор във вестник. Двойката има две деца: Етел (родена на 20 юли 1942 година) и Робърт младши (роден на 11 август 1945 година). Мерман и Левит се развеждат през 1952 година. През март 1953 година Мерман се жени за Робърт Сикс, президентът на „Континентал Еърлайнс“ (Continental Airlines). Те се разделят през декември 1959 година и се развеждат през 1960 година. Четвъртият и последен брак на Мерман е с актьора Ърнест Боргнайн. Те се женят в Бевърли Хилс на 27 юни 1964 година, но се разделят на 7 август, а Боргнайн подават молба за развод на 21 октомври.
Дъщеря ѝ Етел Левит умира на 23 август 1967 година от свръхдоза наркотици. Нейният син Робърт младши е женен за актрисата Барбара Колби, която макар и да се отчуждава от Робърт, е застреляна и убита заедно с приятелката си в гараж в Лос Анджелис през юли 1975 година.

### Смърт
На 15 февруари 1984 година 10 месеца след като е диагностицирана с рак на мозъка, Мерман умира в дома си в Манхатън на 76-годишна възраст. Вечерта на смъртта на Мерман всичките 36 театъра на Бродуей намаляват светлините си в 21 часа в нейна чест.  На 27 февруари в параклис в епископската църква „Свети Вартоломей“ се провежда частно погребение на Мерман, след което Мерман е кремирана в параклиса на Франк Е. Кембъл.  В съответствие с нейното желание останките и са дадени на сина ѝ Робърт младши, Мерман е погребана в Мавзолея на паметта в Колорадо Спрингс, Колорадо, до дъщеря ѝ Етел.

## Избрана филмография
| година | филм              | оригинално заглавие | роля       | режисьор    |
| ------ | ----------------- | ------------------- | ---------- | ----------- |
| 1953   | Обади ми се мадам | Call Me Madam       | Сали Адамс | Уолтър Ланг |